# Jamyang Khyentse Chökyi Lodrö

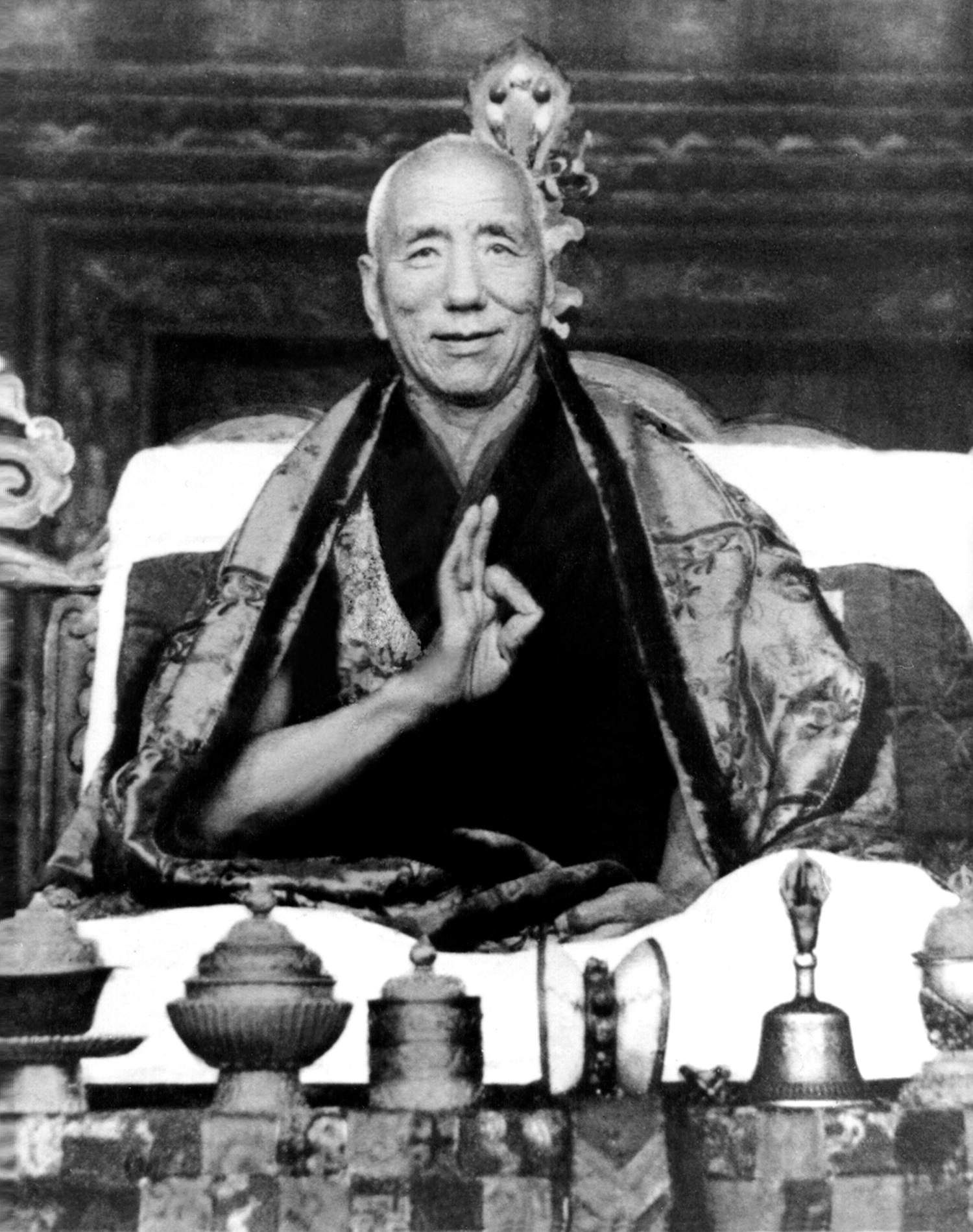
Imagem Jamyang Khyentse Chökyi Lodrö.

Dzongsar Khyentse Chökyi Lodrö (Jamyang Chökyi Lodrö, c.1893-1959) foi um Lama tibetano, um mestre de muitas linhagens e professor de muitos dos maiores mestres do Budismo Tibetano no século XX. Apesar de ter passado ao parinirvana em 1959 no Sikkim, e não ser tão famoso no Ocidente, ele foi um dos maiores precursores do movimento Rime dentro do Budismo Tibetano, e teve profunda influência em muitos dos ensinamentos dos lamas tibetanos de hoje.

## Biografia
A vida de Chökyi Lödro será enfocada em duas partes: a primeira, tratando de seus primeiros anos de vida e de seu treinamento e a segunda parte, em sua idade avançada e a passagem final ao parinirvana.

## Início da vida e treinamento
Jamyang Chökyi Lodrö nasceu em 1893 em Rekhe Ajam próximo do Monastério Kathok na região oriental do Tibete, ao sul de Derge. Seu pai foi Gyurme Tsewang Gyatso de Amdo e foi reconhecido como um mestre tântrico. Sua mãe era Tsultrim Tso.
Em 1900, com sete anos de idade, ele foi conduzido ao Monastério de Kathok, e Kathok Situ Gyatso o reconheceu cerimonialmente como a emanação da ação de Jamyang Khyentse Wangpo, o grande mestre Rime do século XIX no Tibete. Nos anos seguintes de sua juventude, ele recebeu ensinamentos de gramática, astrologia, Sânscrito e das escrituras budistas de seu tutor Khenpo Thupten. Na época em que completou treze anos, ele recebeu a transmissão do Longchen Nyingthig - a Essência do Coração da Vasto Espaço, o Nyingthig Yabzhi - Os quatro ramos da essência do coração, e a transmissão esotérica da meditação Dzogchen.
Quando ele tinha quinze anos, ele se mudou para o Monastério Dzongsar, o centro de sua emanação prévia Khyentse Wangpo. Ele estudou a filosofia do Abhidharma e Madhyamaka, e em breve começou a ensinar os textos do Cânone Budista para vários estudantes de lá. Como dezessete anos, ele recebeu as transmissões da escola Sakya tais como Lamdre Lopshe e da Hevajra tantra, e de muitos ensinamentos de terma Nyingma.
Em 1919, quando possuía vinte e seis anos de idade, ele foi ao monastério Dzogchen e recebeu ordenação como um monge. Mais tarde, no mesmo ano, ele inaugurou um shedra no Monastério Dzongzar. No monastério Shechen, ele recebeu um número de transmissões de Shechen Gyaltsap, que se transformou em um de seus principais mestres. Nos próximos anos de sua vida, ele visitou muitos monastérios das quatro principais escolas do Budismo Tibetano, e recebeu transmissões e ensinamentos dessas linhagens de vários professores.
Então, em 1926 ele saiu em peregrinação para o Tibete Central, e no principal monastério de Mindroling, recebeu ordenação como monge pela segunda vez. Um pouco antes de seu retorno para sua terra natal no Tibete oriental, Kathok Situ Gyatso do Monastério Kathok Monastery morreu. Depois isso, pelos próximos quinze anos, Chokyi Lodro se responsabilizou pela administração do Monastério Kathok, que é a casa dos ensinamentos da linhagem Kathok da escola Nyingma. Ele continuou a aperfeiçoar e realizar as meditações e as sadhanas de todas as tradições tibetanas, tornando-se um autêntico mestre Rime, que estava preparado para ensinar tanto a filosofia analítica como a performance de práticas que levavam à realização das várias linhagens. Durante esse período ele também completou quinhentas mil acumulações de seu ngondro.
Nos anos 40 do século passado, ele estudou com os mestres detentores de linhagens do Vajrayana de todo o Tibete, e continuou recebendo transmissões das escolas Gelugpa, Nyingma, Sakya e Kagyu. Ele desenvolveu uma reputação durante essa época como sendo um mestre Rime por excelência, e muitas das novas gerações de lamas que trariam o Budismo Tibetano para o Ocidente começaram a enxergar nele o seu professor. Dessa forma, ele se tornou o professor e guia de Dilgo Khyentse Rinpoche, Dudjom Rinpoche e Sogyal Rinpoche. Ele foi uma influência maior para o então noviço Chagdud Tulku Rinpoche, que o encontrou pela primeira vez em 1945 e é também citado com reverência por Tulku Urgyen Rinpoche em sua biografia.

## Idade avançada e passagem ao parinirvana
Chökyi Lodro se tornou seriamente doente em 1949, quando ele tinha cinquenta e seis anos de idade. De acordo com as profecias de Khyense Wangpo, de Jamgön Kongtrul Lodrö Thaye e de suas própria profecias, para remover os obstáculos de sua longevidade, de maneira a continuar a ensinar o Dharma, era necessário entregar os votos monásticos e se casar. Para um lama Nyingma, isso não era uma circunstância estranha. Ele casou-se com Khandro Tsering Chödrön (b. 1929) [1] naquele mesmo ano e rapidamente recuperou a sua saúde.
Em 1955, como a situação dos monastérios continuou a piorar no Tibete Oriental, ele viajou para Lhasa. Enquanto estava lá, ele foi convidado para o Monastério Tsurphu, para dar ensinamentos e iniciações ao 16º Karmapa, Rangjung Rigpe Dorje. Em retorno, o Karmapa deu a ele uma iniciação da forma vermelha de Avalokiteshvara, um histórico, pessoal yidam dos Karmapas.
Ele então começou uma peregrinação para a India. Ele visitou locais sagrados para o Budismo no Nepal e na Índia, e então a convite do Rei do Sikkim, fixou residência em Gangtok, Sikkim. Nos quatro anos finais de sua vida, o Templo-Palácio onde ele residiu se tornou um centro espiritual. Nesta época era conhecido como o Mestre dos Mestres, e sua presença atraiu muitos lamas do Tibete, que vieram receber transmissões dele. De acordo com Tulku Urgyen Rinpoche, alguém poderia pedir uma clarificação sobre algum ponto de qualquer dos termas de qualquer uma das numerosas linhagens, que ele sempre tinha uma resposta.
Aos sessenta anos, nos primeiros meses de 1959 com a invasão comunista chinesa ao Tibete em curso, ele novamente caiu seriamente doente. Orações e rituais por sua longevidade foram executadas dia e noite, por todas as linhagens no Sikkim. Apesar de todos esses esforços espirituais devotados, ele passou ao parinirvana. De acordo com Sogyal Rinpoche, ele faleceu na postura do 'leão adormecido', uma postura yogi e permaneceu em estado de meditação sutil por três dias. Seu corpo foi mantido assim por seis meses, enquanto discípulos por todo o Himalaia vinha para prestar as últimas homenagens. De acordo com relatos, o seu corpo não demonstrou os sinais usuais de decomposição por esse período. Esse fenômeno é conhecido por ocorrer no momento do falecimento de vários outros tulkus. Sua cremação foi conduzida na estupa de Tashiding, Sikkim, e seus resquícios foram mantidos na Capela Real do Sikkim. Em 1961,Dzongsar Jamyang Khyentse Rinpoche nasceu no Butão, e foi imediatamente reconhecido como a encarnação de Dzongsar Khyentse Chökyi Lodrö.